# Пахутино
Пахутино — село в Тонкинском районе Нижегородской области. Входит в сельское поселение Большесодомовский сельсовет.

## География
Находится на расстоянии примерно 17 километров по прямой на запад-юго-запад от районного центра поселка Тонкино.

## История
В селе в 1870 году учтено было хозяйств 29, жителей 186, в 1916 67 и 352 соответственно. В период коллективизации создан колхоз «Красный Октябрь». Ныне работает СПК «Родина».

## Население
Постоянное население  составляло 408 человек (русские 98%) в 2002 году, 280 в 2010 .